# Bristol City Football Club 2020-2021
Questa voce raccoglie le informazioni riguardanti il Bristol City Football Club nelle competizioni ufficiali della stagione 2020-2021.

## Maglie e sponsor
| Casa | Trasferta | Terza divisa |

Sponsor ufficiale: Mansion Bet
Fornitore tecnico: Hummel

## Rosa
Aggiornata al 7 marzo 2021.
| N. |                        | Ruolo | Calciatore      |
| -- | ---------------------- | ----- | --------------- |
| 1  | Inghilterra (bandiera) | P     | Daniel Bentley  |
| 2  | Inghilterra (bandiera) | D     | Jack Hunt       |
| 3  | Inghilterra (bandiera) | D     | Jay Dasilva     |
| 6  | Inghilterra (bandiera) | D     | Nathan Baker    |
| 7  | Scozia (bandiera)      | A     | Chris Martin    |
| 8  | Inghilterra (bandiera) | C     | Liam Walsh      |
| 9  | Senegal (bandiera)     | A     | Famara Diedhiou |
| 10 | Inghilterra (bandiera) | A     | Jamie Paterson  |
| 11 | Irlanda (bandiera)     | C     | Callum O'Dowda  |
| 12 | Inghilterra (bandiera) | P     | Max O'Leary     |
| 13 | Ghana (bandiera)       | P     | Joe Wollacott   |
| 14 | Austria (bandiera)     | A     | Andreas Weimann |
| 15 | Galles (bandiera)      | A     | Marley Watkins  |
| 16 | Inghilterra (bandiera) | D     | Cameron Pring   |
| 17 | Inghilterra (bandiera) | C     | Henri Lansbury  |
| 18 | Inghilterra (bandiera) | A     | Antoine Semenyo |
| 19 | Giamaica (bandiera)    | D     | Adrian Mariappa |

| N. |                        | Ruolo | Calciatore             |
| -- | ---------------------- | ----- | ---------------------- |
| 20 | Inghilterra (bandiera) | C     | Joe Williams           |
| 21 | Bermuda (bandiera)     | A     | Nahki Wells            |
| 22 | Rep. Ceca (bandiera)   | D     | Tomáš Kalas (capitano) |
| 23 | Inghilterra (bandiera) | D     | Taylor Moore           |
| 24 | Inghilterra (bandiera) | C     | Zac Smith              |
| 25 | Inghilterra (bandiera) | C     | Tommy Rowe             |
| 26 | Inghilterra (bandiera) | D     | Zak Vyner              |
| 27 | Inghilterra (bandiera) | C     | Opi Edwards            |
| 28 | Galles (bandiera)      | A     | Sam Pearson            |
| 30 | Inghilterra (bandiera) | C     | Tyreeq Bakinson        |
| 31 | Inghilterra (bandiera) | A     | Hakeeb Adelakun        |
| 33 | Inghilterra (bandiera) | A     | Sam Bell               |
| 34 | Inghilterra (bandiera) | C     | Ryley Towler           |
| 37 | Scozia (bandiera)      | A     | Tommy Conway           |
| 42 | Francia (bandiera)     | C     | Han-Noah Massengo      |
| 45 | Inghilterra (bandiera) | C     | Kasey Palmer           |
|    | Irlanda (bandiera)     | P     | Rene Gilmartin         |